# Szklane serce
Szklane serce (niem. Herz aus Glas) – niemiecki dramat z 1976 roku w reżyserii Wernera Herzoga. 

## Produkcja
Film został wyprodukowany przez jego firmę Werner Herzog Filmproduktion w koprodukcji z niemiecką telewizją ZDF na przełomie lat 1975/1976. Premiera światowa odbyła się w Monachium, 17 grudnia 1976 roku. Budżet filmu wyniósł 700 000 marek. Film osadzony jest w XVIII w. na terenach Bawarii, choć zdjęcia kręcono także m.in. w Wielkiej Brytanii i Stanach Zjednoczonych (Utah, Alaska). Scenariusz filmu napisał Werner Herzog w oparciu o drugi rozdział książki Herberta Achternbuscha pt. Die Stunde des Todes.

## Opis fabuły
Film opowiada o nawiedzanym wizjami pasterzu Hiasie (wzorowanym na legendarnym bawarskim Mühlhiasie, w tej roli Josef Bierbichler). Jego antagonistą jest nowy właściciel huty szkła (Stefan Güttler), który szuka receptury na wytop szkła rubinowego. Tajemniczy przepis (bez którego mieszkańcy wioski skupionej wokół huty pogrążają się w melancholii) zabrał ze sobą do grobu poprzedni właściciel. Hias przepowiada, że huta spłonie, ale nikt na to nie zważa: młody panicz dopuszcza się rytualnego mordu na służącej Ludmile, by uzyskać „brakujący składnik” do wytopu szkła, tj. krew dziewicy. Zostaje potem – wraz z pasterzem – aresztowany i osadzony w lochu. Hias, jako że nie dopuścił się przestępstwa a winnym pożaru był panicz – wychodzi z więzienia. Film kończy wizualizacja wizji Hiasa, wzorowana m.in. na malarstwie niemieckich romantyków.

## Produkcja
- Wszyscy aktorzy biorący udział w filmie zostali zahipnotyzowani. Wyjątek stanowił aktor odtwarzający postać Hiasa oraz prawdziwi szklarze. Większość dialogów jakie można usłyszeć w filmie została wypowiedziana w wyniku zastosowania metody ad libitum. Reżyser mówił: „Zastosowaliśmy to ze względów stylistycznych, a nie w celu uzyskania pełnej uległości. Nie chodziło nam o to, by dysponować posłusznymi kukłami. Fascynowało nas obserwowanie ludzi takimi, jakimi dotychczas w kinie nigdy nie byli widziani; w efekcie stwarzało to możliwość wniknięcia w naszą własną jaźń z zupełnie nowej perspektywy. Chcieliśmy, aby w filmie panowała atmosfera halucynacji, proroctwa, wizjonerstwa i nasilającego się pod koniec zbiorowego delirium. Hipnotyzowałem osobiście. Hipnoza jest bardzo naturalnym stanem ducha. Pragnąłem uzyskać wrażenie przebywania postaci w transie: same wpędzają się w katastrofę i zapadają w sen na jawie”[3].
- Film kręcony był w Bawarii, niedaleko gdzie Herzog się urodził i dorastał m.in. w zamku Walchsing w Aldersbach. Wizje Hiasa ilustrują zdjęcia nakręcone w Narodowym Parku Yellowstone oraz na wyspie Skellig Islands.
- Herzog – podobnie jak inni członkowie ekipy, pojawia się w filmie jako szklarz niosący na plecach ostatni wytop rubinowego szkła.

## Recepcja
Jeden z krytyków pisał po premierze filmu: 
„To film zarazem hermetyczny i przejrzysty. Zachwycający poemat wizualny wzbogacony obsesyjnym kontrapunktem powtarzającej się muzyki, podróż w oniryzm i wyobraźnię. To dzieło wrośnięte głęboko korzeniami w bardzo starą, płodną tradycję germańską, co być może uwyraźnia jego niepokojący i nieodparty urok. Podziwiających go widzów pozostawia film pod koniec bezradnymi. Jesteśmy zachwyceni rozbuchanymi wizjami, ale także nieco zagniewani na ten nadmiar tajemnic, których nie możemy zgłębić”. 
Mariusz Koryciński w swoim tekście poświęconym filmowi, a zatytułowanym „Człowiek błądzi, póki dąży do celu – czyli w poszukiwaniu rubinowego szkła” pisze: 
„Czym jest dla nas ‘Szklane Serce’ teraz – po przeszło trzydziestu latach od premiery? Czy tylko opowieścią o zbiorowym szaleństwie? To przede wszystkim film, którym Herzog zachęca publiczność do zmian. W jednej ze scen pasterz Hias mówi do zalęknionych wieśniaków: 'jeśli nic się nie zmienia, to uważacie to za szczęście’. Herzog doszukuje się nieszczęścia i upadku wieśniaków właśnie w stagnacji jaka była ich udziałem, w melancholii jaka ich ogarnęła (tak jak Stanley Kubrick szukać będzie wspólnego pierwiastka przegranej swoich bohaterów w utracie przez nich kontroli)”.